# Malachius rubidus
Malachius rubidus ist ein Käfer aus der Unterfamilie der Zipfelkäfer (Malachiinae) innerhalb der Familie Melyridae. Ein Synonym ist Malachius carnifex Erichson, 1840.

## Merkmale
Die schlanken Käfer besitzen eine Körperlänge von 5,5 bis 6 Millimetern. Kopf, Fühler und Beine sind schwarz. Der schwarze Halsschild ist an den vorderen Ecken rot gefärbt. Die roten Flügeldecken besitzen eine variable Färbung. Bei einer Variation verläuft längs der Flügeldeckennaht ein schwarzes oder grünblaues Band, das von der Basis über eine Länge von zwei Dritteln der Flügeldecken reicht. Die Breite des Bandes ist variabel.

## Verbreitung
Malachius rubidus ist eine paläarktische Art. Sie kommt in Mittel-, Süd-, Ost- und Südosteuropa vor. Im Osten reicht das Vorkommen bis nach Litauen und in die Slowakei. Die Käfer werden meist nur einzeln aufgefunden. Die Art gilt als nicht häufig.

## Lebensweise
Man beobachtet die ausgewachsenen Käfer gewöhnlich zwischen Ende April und Mitte Juni. Als typischer Lebensraum der Käferart gelten sonnige Waldränder und Wiesen sowie Getreidefelder. Man findet die Käfer häufig an Getreideähren, auf Vertretern der Gattung der Simsen (Scirpus) sowie an Wolfsmilch (Euphorbia).